# Portretul lui Pierre Seriziat
Portretul lui Pierre Seriziat este o pictură realizată în ulei pe pânză de către artistul francez Jacques-Louis David în 1795. Portretul înfățișează un francez elegant și bogat, Pierre Seriziat, așezat, în aer liber, pe vârful unei stânci. Tabloul face parte dintr-o pereche realizată de David pentru Seriziat și soția acestuia, Emilie, sora soției lui David, Charlotte, pe atunci despărțită de David. Pictura însoțitoare, Portretul lui Emilie Seriziat, prezintă o femeie îmbrăcată într-o rochie albă, ținând flori într-o mână și mâna unui copil în cealaltă. Ambele tablouri sunt păstrate la Muzeul Luvru din Paris.